# Liste der Baudenkmäler in Baudenbach
Auf dieser Seite sind die Baudenkmäler in dem mittelfränkischen Markt Baudenbach zusammengestellt. Diese Tabelle ist eine Teilliste der Liste der Baudenkmäler in Bayern. Grundlage ist die Bayerische Denkmalliste, die auf Basis des Bayerischen Denkmalschutzgesetzes vom 1. Oktober 1973 erstmals erstellt wurde und seither durch das Bayerische Landesamt für Denkmalpflege geführt wird. Die folgenden Angaben ersetzen nicht die rechtsverbindliche Auskunft der Denkmalschutzbehörde.
 Diese Liste gibt den Fortschreibungsstand vom 16. Januar 2021 wieder und enthält 16 Baudenkmäler.

## Baudenkmäler nach Gemeindeteilen

### Baudenbach
| Lage                                       | Objekt                                          | Beschreibung | Akten-Nr.                       | Bild           |
| ------------------------------------------ | ----------------------------------------------- | --- | ------------------------------- | -------------- |
| Am Mühlbach 16 (Standort)                  | Ehemalige Mühle                                 | Zweigeschossiger Walmdachbau, Fachwerkkonstruktion mit Andreaskreuzen und K-Streben, 18. Jahrhundert | D-5-75-113-1 Wikidata           | weitere Bilder |
| Dürrwiesen (Standort)                      | Zwei Steinkreuze                                | Nördliches mit Armstümpfen, südliches breiter und kürzer, spätmittelalterlich | D-5-75-113-7 Wikidata           | weitere Bilder |
| Hauptstraße 6, im Garten (Standort)        | Brunnen                                         | Runde Einfassung, darauf drei Sandsteinsäulen mit Pyramidendach, bezeichnet „1766“ | D-5-75-113-6 Wikidata           | weitere Bilder |
| Kirchenweg 2, Nähe Kirchenweg (Standort)   | Evangelisch-lutherische Pfarrkirche St. Lambert | Chorturmkirche, im Kern 1495/97, Turm, Quadermauerwerk auf quadratischen Grundriss mit Gurtgesimsen, Fachwerkaufstockung und Welsche Haube 1685, Langhaus mit Mansardwalmdach, erhöht und verlängert sowie neue Wandöffnungen, bezeichnet „1723“, neue Fensteröffnungen an Nordseite 1907, nördlicher Sakristeianbau mit Walmdach 1846; mit Ausstattung | D-5-75-113-2 Wikidata           | weitere Bilder |
| Kirchenweg 2, Nähe Kirchenweg (Standort)   | Kirchhofmauer                                   | Teil der ehemaligen Wehrkirchenanlage, Bruchsteinmauerwerk | D-5-75-113-2 zugehörig Wikidata | weitere Bilder |
| Marktplatz (Standort)                      | Brunnen                                         | Runde Einfassung mit Wulstprofilierung, Überbau mit vier steinernen Säulen und Pyramidendach, bezeichnet „1544“ | D-5-75-113-5 Wikidata           | weitere Bilder |
| Nähe Raiffeisenstraße (Standort)           | Friedhofshalle                                  | Eingeschossiger Walmdachbau mit profiliertem Holztraufgesims und hausteingerahmter Rundbogendurchfahrt, bezeichnet „1732“ | D-5-75-113-3 Wikidata           | BW             |
| In der Waldabteilung Sandschlag (Standort) | Steinkreuznest                                  | Drei Steinkreuze, Steinkreuznest, spätmittelalterlich | D-5-75-113-8 Wikidata           | weitere Bilder |
| Veit-vom-Berg-Straße 2 (Standort)          | Ehemaliges Pfarrhaus                            | Zweigeschossiger Walmdachbau als Fachwerkhaus errichtet, 1706, massiv unterfangen 1873, 1907 | D-5-75-113-4 Wikidata           | weitere Bilder |
| Veit-vom-Berg-Straße 2 (Standort)          | Hofmauer                                        | Mit Torpfeilern, 19. Jahrhundert. | D-5-75-113-4 Wikidata           | weitere Bilder |

### Frankenfeld
| Lage                                              | Objekt     | Beschreibung                                                                              | Akten-Nr.              | Bild           |
| ------------------------------------------------- | ---------- | ----------------------------------------------------------------------------------------- | ---------------------- | -------------- |
| Oberer Weg; neben dem Steinkreuz (Standort)       | Grenzstein | Mit Wappenrelief auf Vorder- und Rückseite, halbrunder oberer Abschluss, 18. Jahrhundert. | D-5-75-113-10 Wikidata | weitere Bilder |
| Oberer Weg, am nordwestlichen Ortsrand (Standort) | Steinkreuz | Stark verwittert, ein Arm fehlend, spätmittelalterlich                                    | D-5-75-113-9 Wikidata  | weitere Bilder |

### Hambühl
| Lage                  | Objekt                                            | Beschreibung | Akten-Nr.              | Bild           |
| --------------------- | ------------------------------------------------- | --- | ---------------------- | -------------- |
| Hambühl 1 (Standort)  | Sogenannte Untere Mühle                           | Zweigeschossiger Sandsteinquaderbau mit Walmdach, Ecklisenen, Gurtgesims und geohrten Rahmungen, bezeichnet „1729“, aufgestockt bezeichnet „1764“, bis 1954 in Betrieb | D-5-75-113-11 Wikidata | weitere Bilder |
| Hambühl 1 (Standort)  | Scheune                                           | Fachwerkbau mit Halbwalmdach, 18./19. Jahrhundert | D-5-75-113-11 Wikidata | weitere Bilder |
| Hambühl 1 (Standort)  | Brunnen                                           | Sandsteineinfassung mit drei Säulen, darüber Pyramidendach, bezeichnet „1758“ | D-5-75-113-11 Wikidata | weitere Bilder |
| Hambühl 1 (Standort)  | Hofmauer und drei Torpfeiler                      | Sandsteinquader, Pfeiler mit Kugelbesatz, wohl 1764 | D-5-75-113-11 Wikidata | weitere Bilder |
| Hambühl 38 (Standort) | Wohnstallhaus                                     | Zweigeschossiger Sandsteinquaderbau mit Walmdach, rückseitig im Obergeschoss Fachwerk mit Ecklisenen und Gurtgesims, Satteldachanbau an Nordseite, bezeichnet „1793“ und „1877“ | D-5-75-113-12 Wikidata | weitere Bilder |
| Hambühl 39 (Standort) | Evangelisch-lutherische Filialkirche St. Matthäus | Chorturmkirche, Turm, dreigeschossiger Steinquaderbau mit Glockenhaube, spätmittelalterlich, Läutgeschoss vor 1660, Langhaus mit Mansardwalmdach und hohen Rundbogenfenstern mit Keilstein in Rahmung, 1758–59, bezeichnet „1759“, an Westfassade hölzerner Aufgang, nördlich an Turm Sakristei mit Pultdach angebaut; mit Ausstattung | D-5-75-113-13 Wikidata | weitere Bilder |
| Hambühl 39 (Standort) | Kirchhofmauer                                     | Bruchsteinmauerwerk, bezeichnet „1765“ | D-5-75-113-13          | weitere Bilder |
| Hambühl 39 (Standort) | Ehemaliger Friedhof                               | Grabmäler des 16. Jahrhunderts bis 1870 | D-5-75-113-13          | weitere Bilder |
| Hambühl 42 (Standort) | Ehemaliges Brauereigasthaus                       | Zweigeschossiger Sandsteinquaderbau mit Ecklisenen, bandförmigen Gurtgesims und rückliegend Fachwerkobergeschoss, bezeichnet „1801“ | D-5-75-113-14 Wikidata | weitere Bilder |
| Hambühl 42 (Standort) | Wirtshausschild                                   | Bezeichnet „1805“ | D-5-75-113-14 Wikidata | weitere Bilder |

### Mönchsberg
| Lage                    | Objekt                  | Beschreibung                                                     | Akten-Nr.              | Bild           |
| ----------------------- | ----------------------- | ---------------------------------------------------------------- | ---------------------- | -------------- |
| Mönchsberg 5 (Standort) | Ehemaliges Gemeindehaus | Eingeschossiger Fachwerkbau mit Dachreiter, Ende 18. Jahrhundert | D-5-75-113-16 Wikidata | weitere Bilder |

### Roßbach
| Lage                  | Objekt            | Beschreibung | Akten-Nr.              | Bild           |
| --------------------- | ----------------- | --- | ---------------------- | -------------- |
| Roßbach 17 (Standort) | Ehemalige Scheune | Eingeschossiger Fachwerkbau mit Schopfwalmdach, um 1550 (dendrochronologisch datiert), bezeichnet „1618“                                                 | D-5-75-113-17 Wikidata | BW             |
| Roßbach 18 (Standort) | Wohnhaus          | Zweigeschossiger Satteldachbau, Fachwerkobergeschoss mit Andreaskreuzen, geschwungenen Streben, K-Streben und Zierfeldern, zweite Hälfte 19. Jahrhundert | D-5-75-113-17 Wikidata | weitere Bilder |
| Roßbach 18 (Standort) | Hofmauer          | mit Torpfeilern und schmiedeeisernem Tor, Ende 19. Jahrhundert bis Anfang 20. Jahrhundert                                                                | D-5-75-113-17 Wikidata | weitere Bilder |